# 市委書記
市委書記，全稱市委員會書記，朝鲜劳动党称为市委员会责任书记（朝鲜语：／），通常指社会主义国家的执政党在市级行政区划的委员会（即市委员会）的负责人。
在中华人民共和国是指中国共产党设在市级的委员会（即市委）负责人。由于中华人民共和国行政区划的市分直辖市、副省级市、地级市和县级市四种，因此如不考虑上级中共党委常委兼任，市委书记的级别可以是正省级（直辖市市委书记）、副省级（副省级市市委书记）、正地级（地级市市委书记）、正县级（县级市市委书记）四种。由于中华人民共和国各级行政机构实行党委负责制，市委书记是所在市的实际最高负责人，地位在市人大選出的市长之上。
在社会主义国家朝鲜、越南、老挝和古巴，也有设置市委书记。

## 中华人民共和国

### 直辖市
中華人民共和國四大直辖市的市委书记一般均由中共中央政治局委员（副国级、党和国家领导人）担任：
- 北京市：尹力
- 天津市：陈敏尔
- 上海市：陈吉宁
- 重庆市：袁家军

### 副省级市
依照惯例，副省级市的市委书记由所属省级党委的常委乃至副书记兼任。
- 东北地区
  - 辽宁省
    - 沈阳市：霍步刚
    - 大连市：熊茂平

  - 吉林省
    - 长春市：张恩惠

  - 黑龙江省
    - 哈尔滨市：洪涛
- 华东地区
  - 山东省
    - 济南市：刘强
    - 青岛市：曾赞荣

  - 江苏省
    - 南京市：周红波

  - 浙江省
    - 杭州市：刘非
    - 宁波市：彭佳学

  - 福建省
    - 厦门市：崔永辉
- 华中地区
  - 湖北省
    - 武汉市：郭元强
- 西南地区
  - 四川省
    - 成都市：曹立军
- 西北地区
  - 陕西省
    - 西安市：方红卫
- 华南地区
  - 广东省
    - 广州市：郭永航
    - 深圳市：孟凡利§

注：标注“§”字母的为上级党委副书记兼任的市委书记。

### 地级市
依照惯例，地级省会的市委书记由所属省级党委的常委乃至副书记兼任，级别为副省级。也有部分省的其他地级市有省委常委或副书记兼任市委书记的情况，这种情况常见于经济较为发达或具有某种重要战略意义的城市，或者是基于实际情况（如换届得到晋升、遇到特殊事件等）的临时安排。目前由上级党委常委兼任市委书记的地级市有：
| * 河北省 - - 石家庄市：张超超 - 唐山市：张成中 - 山西省 - 太原市：韦韬 - 大同市：卢东亮 - 内蒙古自治区 - 呼和浩特市：包钢 - 包头市：丁绣峰 - 通辽市：孟宪东 - 江苏省 - 苏州市：刘小涛§ | * 安徽省 - - 合肥市：费高云 - 福建省 - 福州市：郭宁宁§ - 江西省 - 南昌市：李红军 - 赣州市：黄喜忠 - 河南省 - 郑州市：安伟 - 洛阳市：江凌 - 湖北省 - 襄阳市：吴海涛 | * 湖南省 - - 长沙市：吴桂英 - 岳阳市：谢卫江 - 广西壮族自治区 - 南宁市：农生文 - 海南省 - 海口市：罗增斌 - 三亚市：王祺扬 - 贵州省 - 贵阳市：胡忠雄 - 毕节市：吴胜华 - 遵义市：李睿 - 云南省 - 昆明市：刘洪建 - 曲靖市：杨斌 | * 西藏自治区 - - 拉萨市：肖友才 - 日喀则市：达娃次仁 - 陕西省 - 延安市：蒿慧杰 - 甘肃省 - 兰州市：张晓强 - 青海省 - 西宁市：王卫东 - 海东市：乌拉孜别克·热苏力汗 - 宁夏回族自治区 - 银川市：赵旭辉 - 新疆维吾尔自治区 - 乌鲁木齐市：张柱§ |

注：带“§”符号的为上级党委副书记兼任的市委书记。

## 越南社会主义共和国
在越南，中央直辖市、中央直辖市辖市、省辖市的市委书记统称为“Bí thư Thành ủy”（越南语：／），而市社的党委书记则被称为“Bí thư Thị ủy”（越南语：／），惟“Bí thư Thành ủy”与“Bí thư Thị ủy”在越南官方中文网站中一般都翻译成“市委书记”。胡志明市和河内市的市委书记由越共中央政治局委员担任，海防市、岘港市和芹苴市的市委书记由越共中央委员担任：
- 河内市：裴氏明怀
- 胡志明市：阮文年
- 海防市：黎进珠[2]
- 岘港市：阮文广[3]
- 芹苴市：杜青平[4]

## 朝鲜民主主义人民共和国
该职务一般称作市委员会责任书记（朝鲜语：／）。其中，首都平壤直轄市的党委书记由朝鲜劳动党中央政治局候补委员担任：
- 平壤直轄市：金秀吉[6]